# Jaak Mae
Jaak Mae (né le 25 février 1972 à Tapa) est un fondeur estonien. 

## Carrière
Il débute en Coupe du monde en 1994 et remporte son premier podium individuel (deuxième place) le 12 janvier 2002 à Nové Město na Moravě. Jaak Mae a participé à cinq éditions des Jeux olympiques entre 1994 et 2010, terminant sur le podium en 2002 avec une médaille de bronze sur le 15 kilomètres classique et accompagnant ainsi son compatriote champion olympique Andrus Veerpalu sur le podium en tant que premiers médaillés olympiques d'hiver pour l'Estonie. En 2003, il récidive sur cette même épreuve lors des Championnats du monde en terminant deuxième derrière Axel Teichmann.

## Palmarès

### Jeux olympiques
| Épreuve / Édition                   | 10 km                            | 15 km                            | Poursuite | 30 km                            | 50 km                            | Relais 4 x 10 km |
| Jeux olympiques 1994 Lillehammer    | 35e                              | Épreuve inexistante à cette date | 40e       | 59e                              | Épreuve inexistante à cette date | —                |
| Jeux olympiques 1998 Nagano         | 6e                               | Épreuve inexistante à cette date | 15e       | 11e                              | Épreuve inexistante à cette date | —                |
| Jeux olympiques 2002 Salt Lake City | Épreuve inexistante à cette date | Bronze                           | 8e        | Épreuve inexistante à cette date | —                                | 9e               |
| Jeux olympiques 2006 Turin          | Épreuve inexistante à cette date | 5e                               | —         | Épreuve inexistante à cette date | —                                | 8e               |
| Jeux olympiques 2010 Vancouver      | Épreuve inexistante à cette date | —                                | —         | Épreuve inexistante à cette date | 30e                              | 14e              |

* — : n'a pas participé à l'épreuve
- épreuve non programmée

### Championnats du monde
- Championnats du monde 2003 à Val di Fiemme  Italie:
  -  Médaille d'argent en 15 km classique.

### Coupe du monde
- Meilleur classement général : 6e en 2002.
  - Meilleur classement en distance : 11e en 2007.
- 7 podiums en épreuve individuelle dont trois secondes positions.

 Dernière mise à jour le 16 janvier 2010 